# Baza Kroeglaja
Baza Kroeglaja (Russisch: База Круглая) is een plaats (posjolok) in de gorodskoje poselenieje van Slavjanka binnen het district Chasanski in het uiterste zuidwesten van de Russische kraj Primorje. De plaats werd gesticht in 1922 en telt 13 inwoners (1 januari 2005) en vormt daarmee een van kleinste nederzettingen van het district.

## Geografie
De nederzetting ligt op het schiereiland Brjoesa, aan de oever van de Slavjanskibaai. Het gehucht ligt aan een weg van elf kilometer lang naar de rijksweg Razdolnoje - Chasan (A189). De plaats ligt over de weg op 2,5 kilometer van het districtcentrum Slavjanka en ongeveer 180 kilometer van Vladivostok. Het dichtstbijzijnde spoorstation Bljoecher bevindt zich vier kilometer westelijker in Slavjanka.
Bestuurlijk centrum: Slavjanka

Andrejevka · Bamboerovo · Barabasj · Barsovy · Baza Kroeglaja · Bezverchovo · Chasan · Filippovka · Gvozdevo · Kamysjovoje · Kedrovaja · Kraskino · Kravtsovka · Lebedinoje · Majak Bjoesse · Majak Gamova · Narva · Ovtsjinnikovo · Perevoznoje · Pojma · Posjet · Pozjarski · Primorski · Provalovo · Risovaja Pad · Rjazanovka · Romasjka · Sjachtjorskoje · Soechaja Retsjka · Soechanovka · Tsoekanovo · Vitjaz · Zajsanovka · Zanadvorovka · Zaroebino